# سیلویو باراچینی
سیلویو باراچینی (انگلیسی: Silvio Baracchini؛ زادهٔ ۲۸ اوت ۱۹۵۰) بازیکن واترپلو اهل ایتالیا است.